# Vespadelus baverstocki
Vespadelus baverstocki — вид родини лиликових.

## Середовище проживання
Цей вид є ендеміком центральної Австралії. Зустрічається в різних лісистих місцях проживання. Лаштує сідала в дуплах дерев і покинутих будівлях. Колонії можуть містити від кількох особин до близько 50 тварин. Самиці народжують одне дитинча.

## Загрози та охорона
Здається, немає серйозних загроз для цього виду. Цей вид відомий з багатьох природоохоронних територій. 